# Caló de les Egües
El Caló de les Egües (col·loquialment Caló de ses Egos), també coneguda amb el nom de Cala Egües (sovint ortografiat Cala Egos), és una platja de Cala d'Or situada al sud-est de l'illa de Mallorca, entre Cala Llonga i Portopetro. Es troba a 65 km de Palma, 37 km de Manacor i 16 km de Felanitx.
L'arena és blanca i fina, amb aigües molt tranquil·les, i per això és valorada pels visitants. És molt resguardada perquè està formada per un entrant de mar a la costa. Els encontorns de la cala compten amb més de mil places turístiques, motiu pel qual sol estar força plena i els banyistes aprofiten les parets i roques de la cala com a solàrium. Els xalets que miren cap aquesta cala tenen escales bastides per poder-hi accedir.

## Història
Fins als anys setanta els pagesos, quan acabaven el seu dia de treball, solien baixar al Caló de ses Egos ('de les Egües') per refrescar-se i rentar els cavalls i muls. Tanmateix, en aquells dies ja hi havia turisme.

## Entorn
- Caló de la Galera (col·loquialment Caló de sa Galera). És una petita cala de roques situada entre la Punta de la Galera i el Fortí de Cala Llonga, motiu pel qual també és coneguda pel nom de Caló del Fortí.[2]
- Cala del Pou (col·loquialment Caló des Pou). És una petita cala d'arena situada dins Cala Llonga, entre el port i el Fortí, d'on es pot veure el Fortí; és una altra platja tranquil·la amb instal·lacions per als nedadors.[2][4]
- Caló del Llamp (col·loquialment Caló des Llamp). Abans d'arribar a Portopetro es troba aquesta cala de roques.[2]